# Laccophilus yvietae
Laccophilus yvietae är en skalbaggsart som beskrevs av Le Guillou 1844. Laccophilus yvietae ingår i släktet Laccophilus och familjen dykare. Inga underarter finns listade i Catalogue of Life.